# Тятя
Тя́тя (рос. Тятя, яп. 爺爺岳). Айнською Чача-Нупурі — «батько-гора», яп. 爺爺岳 тятя даке) — діючий вулкан на острові Кунашир у Великій Курильській гряді.

## Загальний опис
Стратовулкан типу сомма-везувій («вулкан у вулкані»). Висота 1819 м — найвища точка Кунашира. У 1977-ту й наступними роками стався обвал південно-східної частини краю вершинного кратера і більша частина матеріалу впала всередину північно-східного кратера. Внаслідок цього загальна висота вулкана зменшилася на величину приблизно 30-50 метрів і становить тепер імовірно менш як 1800 метрів над рівнем моря. Розташований на північному сході острова. Складений базальтовими і андезитовими лавами.
Сомма висотою 1485 м має правильний зрізаний конус діаметром 15-18 км біля основи і до 2,5 км біля кільцевого гребеня. Над дном привершинної кальдери на 337 м підноситься центральний конус.

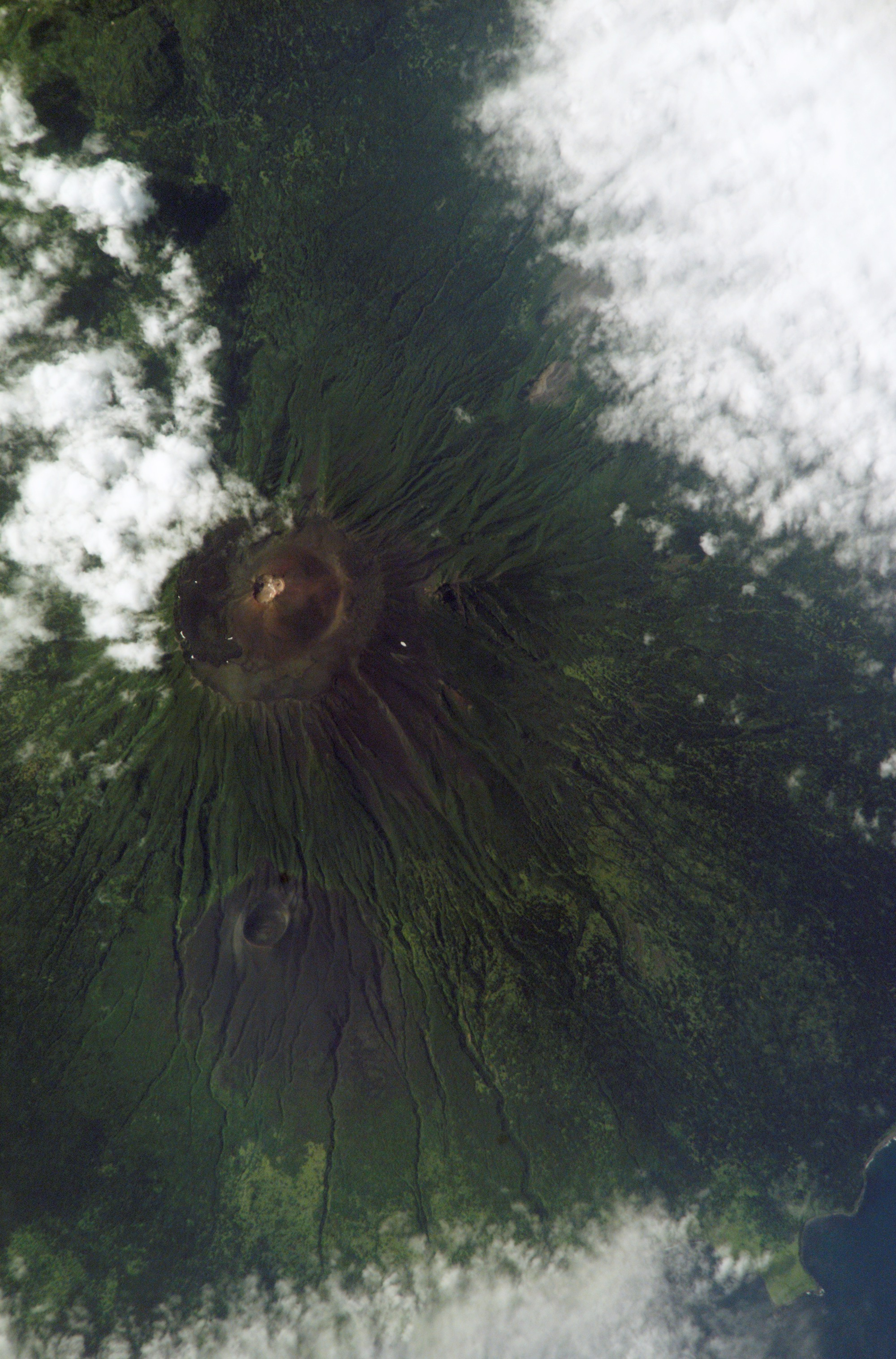
Знімок з МКС.

Біля підніжжя й на схилах — хвойно-широколистяні ліси з бамбучником, вище — зарослі кам'яної берези і сосни сланкої.
Історичні виверження відбувались у 1812 і 1973 роках. Нині фіксується слабка фумарольна активність у центральному кратері. Часто спостерігається задимлена вершина й трапляються викиди отруйних газів з бічного кратера. Це одна з причин малонаселеності північного сходу Кунаширу, де лежить Тятя.
У лісах біля підніжжя часто можна зустріти ведмедя. Шлях до вулкана складний, однак більшість туристів дістається до вулкана з Південно-Курильська.
Вулкан розташований на території Курильського заповідника.

## Активність

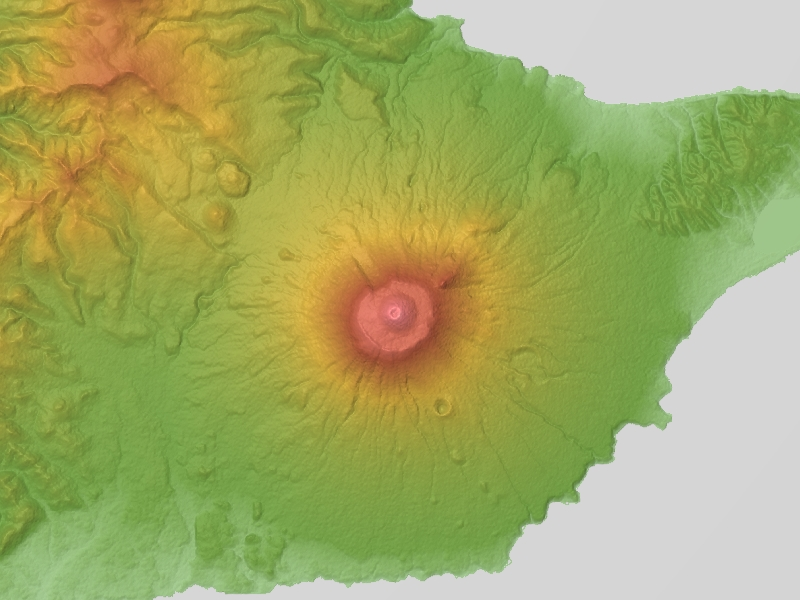
Рельєфна карта вулкану

Вік вулканічної споруди не визначений. Тятя — один з найактивніших вулканів Курильських островів, таких як: Вулкан Менделєєва, Вулкан Саричева і Ебеко. На схилах розташовано кілька експлозивних кратерів. Один з них Відважний. Велике виверження вулкана Тятя сталося в 1973 році, стікаючі потоки лави зумовили пожежу в Курильському заповіднику. Це виверження можна визначити з виверженнями Толбачика (1975), Авачі (1991) і Піка Саричева (1944).

## Цікаві факти
- Мовою айнів, корінних жителів острова, вулкан називався Чача-Напурі — «батько-гора»; японці назвали його Тятя-Даке, що привело до російської назви Тятя — «батько», і це вдало збіглося зі змістом первісної айнської назви.
- Тятя — один із символів Кунаширу; місцеве населення вважає його найкрасивішим вулканом, і його зображення, що повсюдно зустрічаються в цих краях, є неофіційним символом Курильських островів.